# 三朝溫泉
35°24′38.7″N 133°53′35.1″E / 35.410750°N 133.893083°E
三朝溫泉是位於日本鳥取縣東伯郡三朝町的溫泉區；由於本地溫泉內含鐳自然衰變後產生的氡，為少見的放射能泉。過去岡山大學醫院曾在此設有三朝醫療中心進行溫泉療法。目前本地仍持續有三朝溫泉醫院在此營運，因此三朝溫泉成為同時具有觀光及療養功能的溫泉區。
溫泉區的旅館主要分布在三德川的三朝橋周邊的兩岸區域，多為傳統的日式旅館，除了溫泉旅館也有大眾浴池「恩賜之湯」（たまわりの湯）、「株湯」，以及一個在三德川河床地的露天溫泉「河原風呂」，在三朝橋南岸還有一個以石板鋪設的街道「溫泉本通」。
此外，溫泉區內還有以小提琴為主題的三朝小提琴美術館和以當地傳統活動「陣所的綱引」（陣所の綱引き）為主題的陣所之館。
2017年來到三朝溫泉的全年旅客人次達35萬人，在鳥取縣內僅次於皆生溫泉。

## 歷史
傳說此地的溫泉是在1164年由源義朝的家臣大久保左馬之祐在來到三德山的三佛寺祈願時所發現的。
在近代曾有包括與謝野鐵幹、與謝野晶子、野口雨情、志賀直哉、齋藤茂吉、島崎藤村等多位文學人士到此拜訪；1927年被選入日本百景之一。
1939年岡山醫科大學（後來合併為岡山大學）在此獲贈土地和建築後，設立了三朝溫泉療養所（後來的岡山大學醫院三朝醫療中心），1949年岡山醫科大學整併為岡山大學後，也在此設立岡山大學放射能泉研究所（後來的岡山大學地球物質科學研究中心）從事放射能泉的相關研究。

## 相關照片

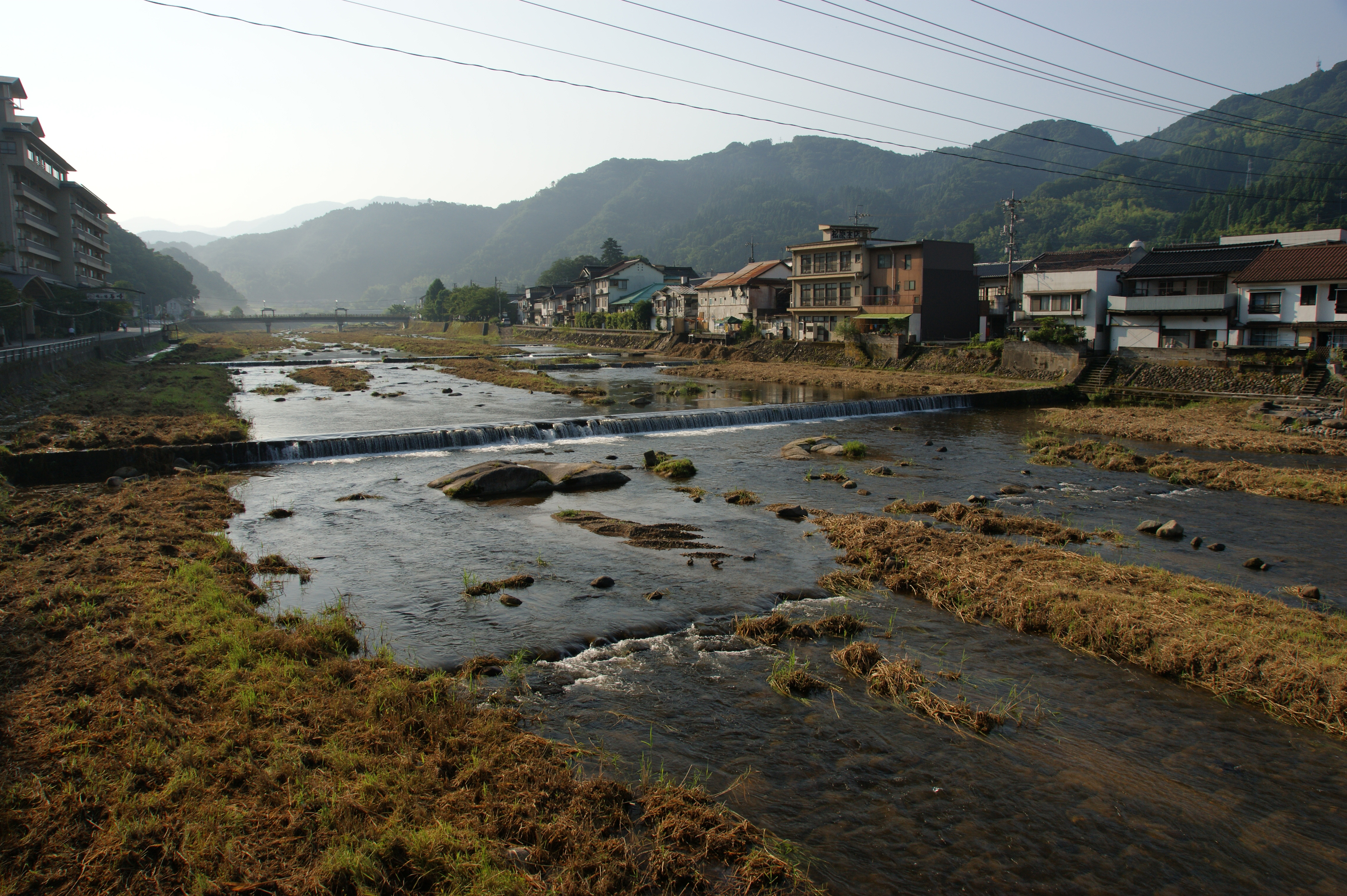
三朝溫泉區的三德川
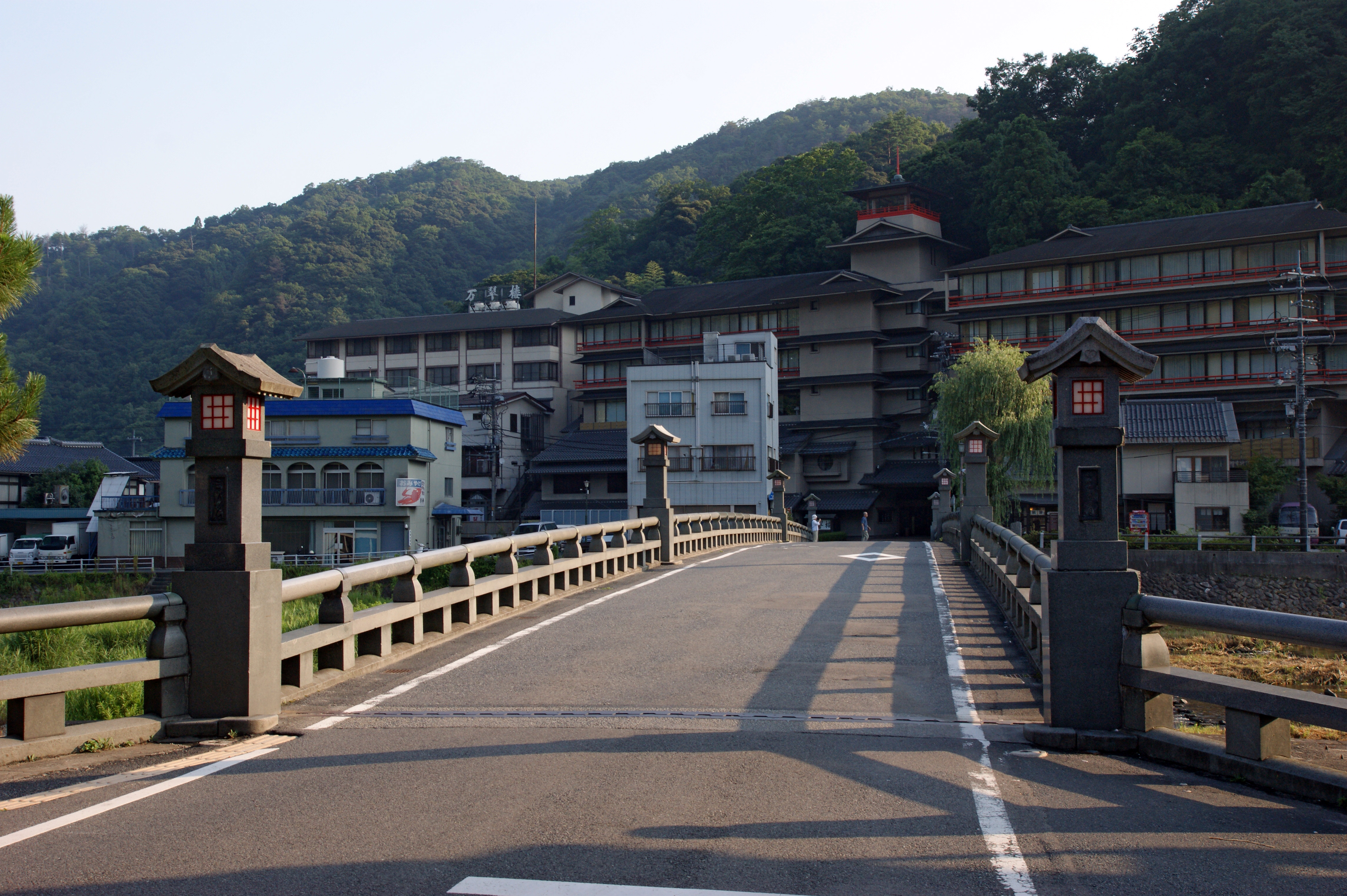
三朝橋
位於三德川河床地的「河原之湯」
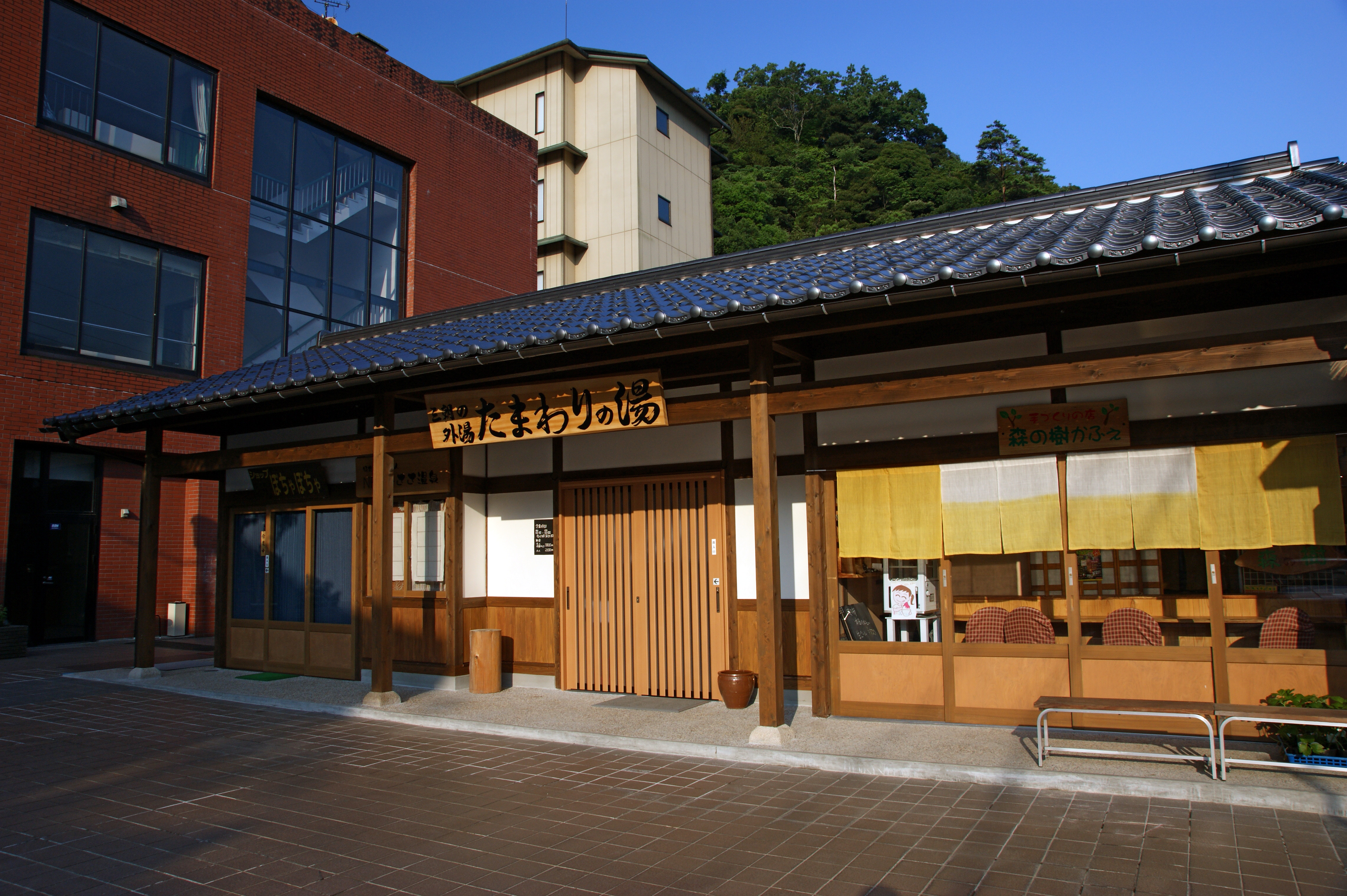
大眾浴池恩賜之湯
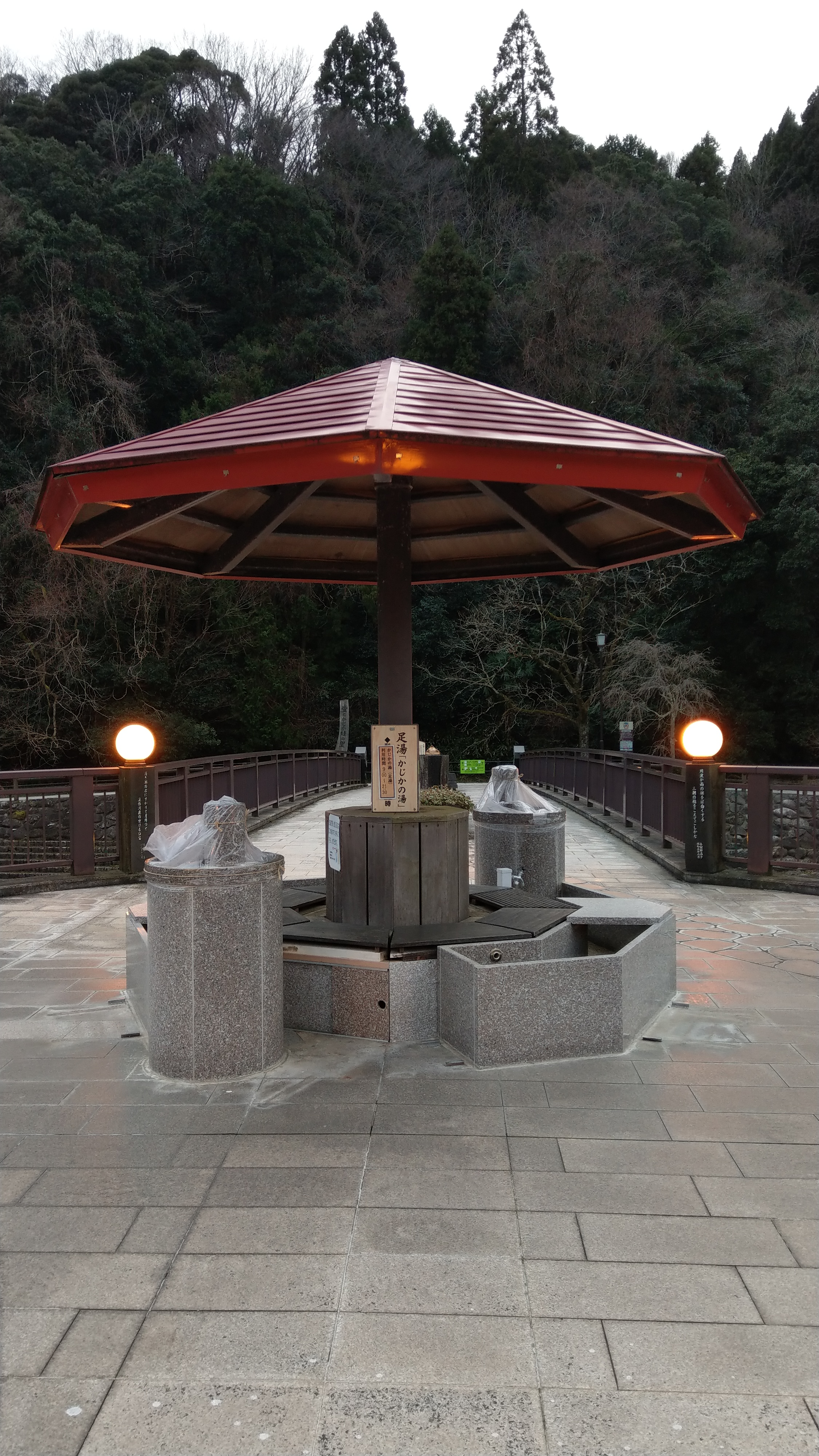
位於河陸橋上的足湯河陸之湯
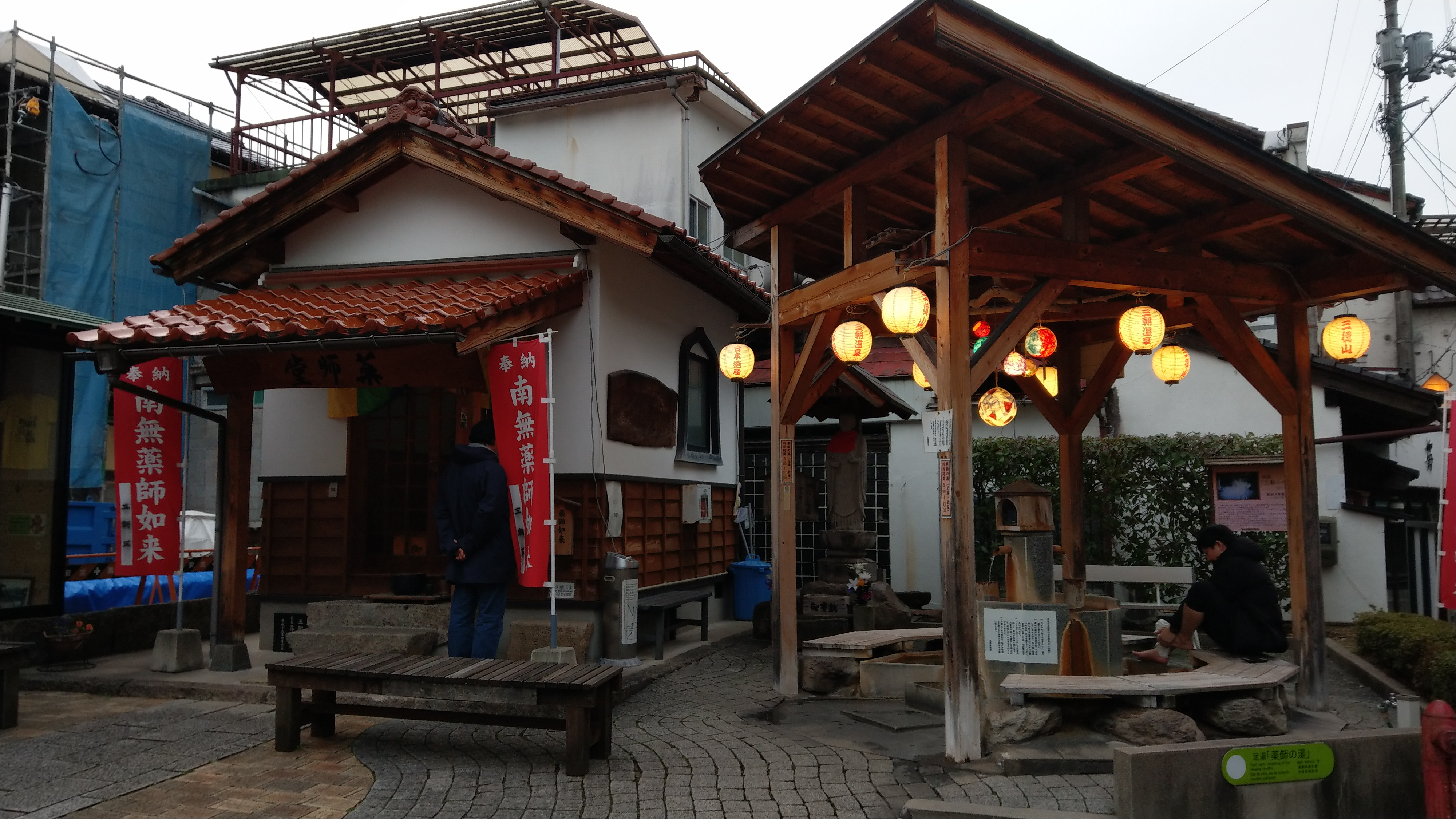
位於藥師堂旁的足湯藥師之湯
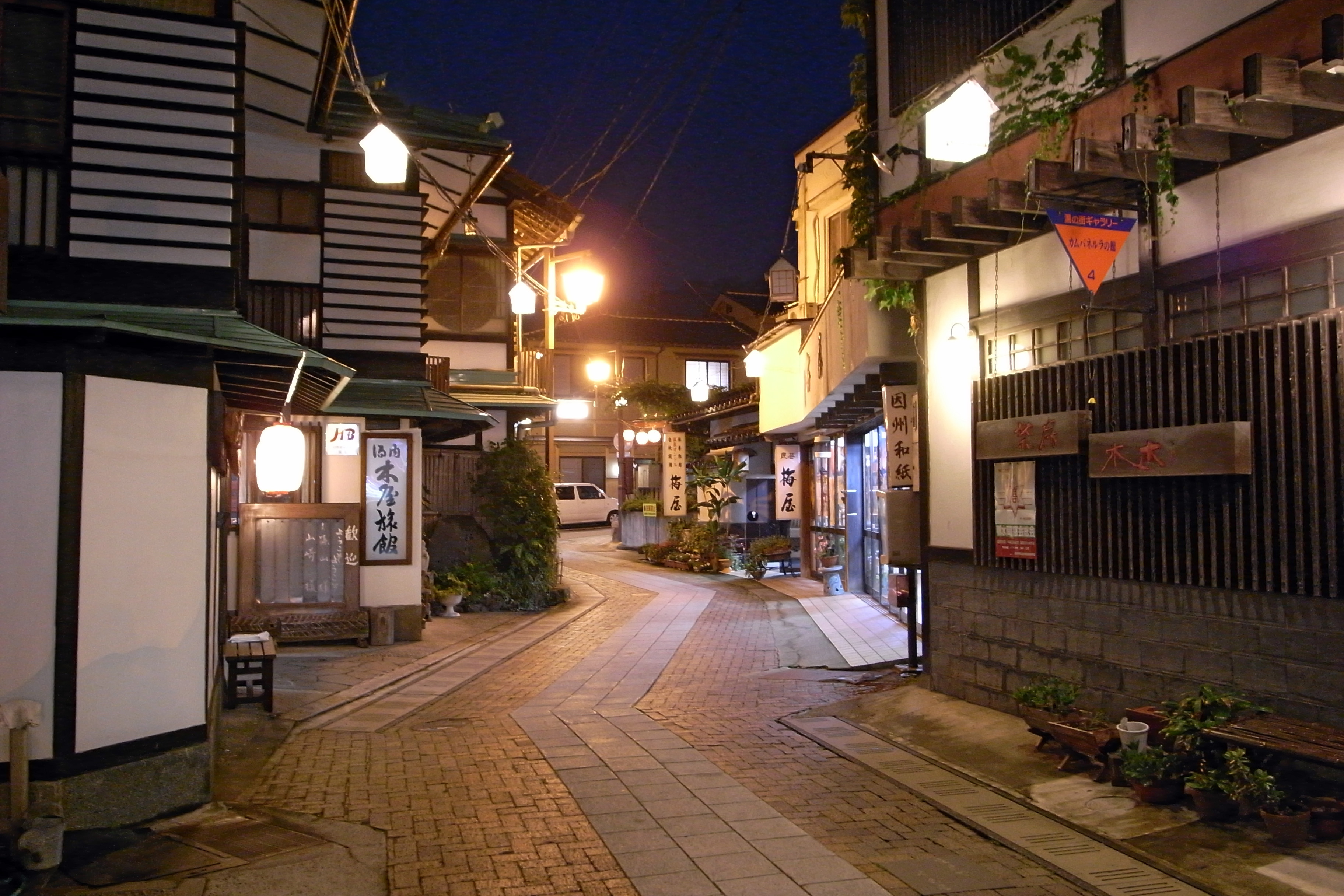
温泉本通
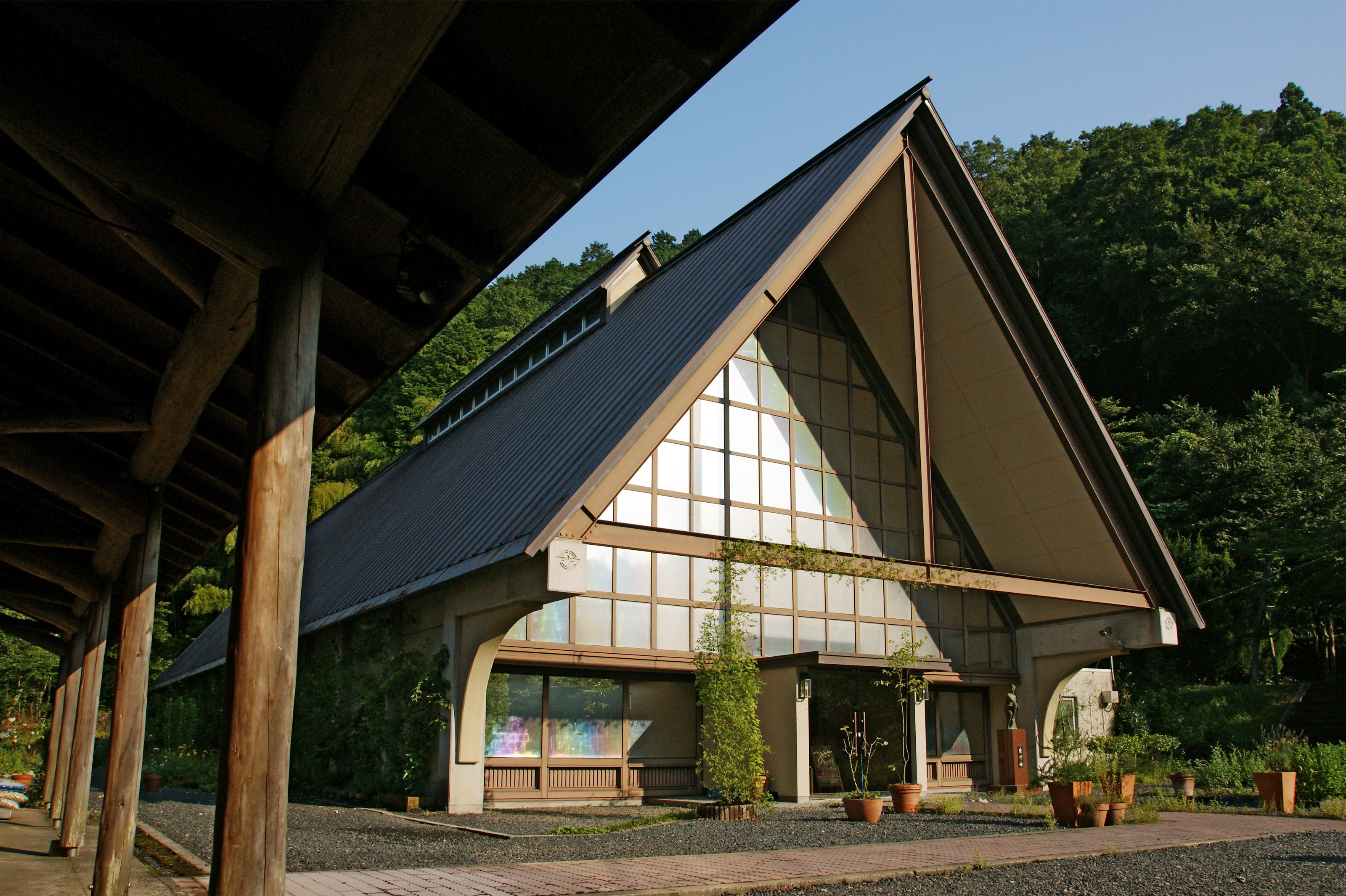
三朝小提琴美術館
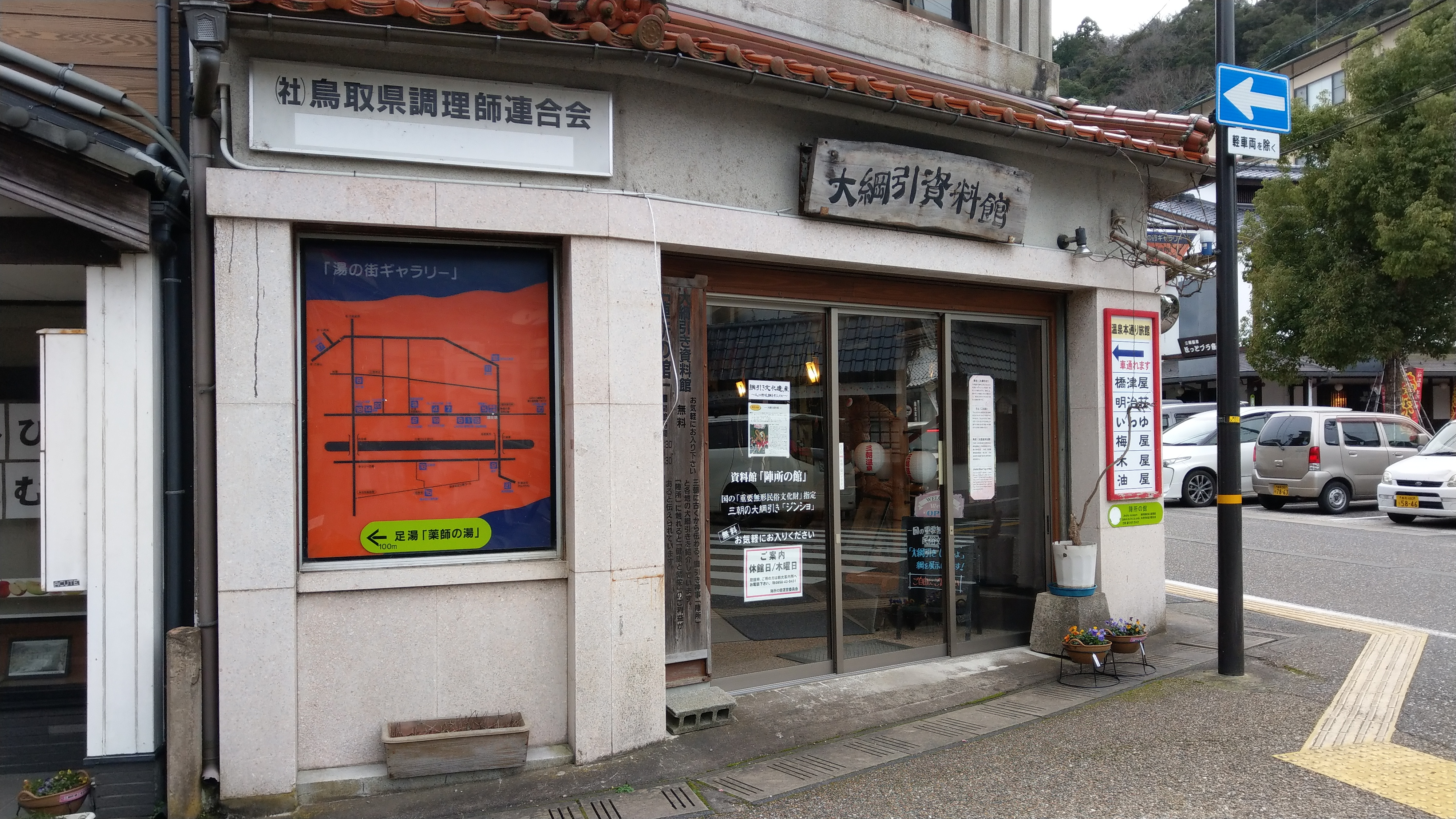
陣所之館

## 外部連結
- （日語） 三朝溫泉官方網站（页面存档备份，存于）
  - （繁體中文） 三朝溫泉旅館協同組合（页面存档备份，存于）
  - （简体中文） 三朝溫泉旅館協同組合（页面存档备份，存于）
- （日語） 三朝溫泉的Facebook專頁
- （日語） 三朝氡的X（前Twitter）